# Österreichring
Österreichring var en racerbana i Spielberg i Österrike.
Här kördes Österrikes Grand Prix i formel 1 under 18 säsonger. Efter att  loppet 1987 stoppats två gånger på grund av olyckor efter start, kördes inga fler grand prix-lopp på banan. 1996 byggdes Österreichring om och fick namnet A1-Ring senare Red Bull Ring.

## F1-vinnare
| Säsong | Förare                | Tillverkare    |
| ------ | --------------------- | -------------- |
| 1970   | Jacky Ickx            | Ferrari        |
| 1971   | Jo Siffert            | BRM            |
| 1972   | Emerson Fittipaldi    | Lotus-Ford     |
| 1973   | Ronnie Peterson       | Lotus-Ford     |
| 1974   | Carlos Reutemann      | Brabham-Ford   |
| 1975   | Vittorio Brambilla    | March-Ford     |
| 1976   | John Watson           | Penske-Ford    |
| 1977   | Alan Jones            | Shadow-Ford    |
| 1978   | Ronnie Peterson       | Lotus-Ford     |
| 1979   | Alan Jones            | Williams-Ford  |
| 1980   | Jean-Pierre Jabouille | Renault        |
| 1981   | Jacques Laffite       | Ligier-Matra   |
| 1982   | Elio de Angelis       | Lotus-Ford     |
| 1983   | Alain Prost           | Renault        |
| 1984   | Niki Lauda            | McLaren-TAG    |
| 1985   | Alain Prost           | McLaren-TAG    |
| 1986   | Alain Prost           | McLaren-TAG    |
| 1987   | Nigel Mansell         | Williams-Honda |